# Strand van Bogatell
Het strand van Bogatell (Catalaans: Platja de Bogatell) is een strand aan de Middellandse Zee in de Catalaanse hoofdstad Barcelona. Het bevindt zich ten oosten van de plezierhaven Port Olìmpic en het strand van Nova Icària. Het strand van Bogatell is 702 meter lang en gemiddeld 100 meter breed. Het strand is flink verbeterd nadat de kuststrook van de stad in de jaren '90 van de 20e eeuw onder de schop is genomen. Het strand van Bogatell heeft een ruim aanbod aan voorzieningen voor activiteiten, zoals beachvolleybalnetten, tafeltennistafels en een strandvoetbalveldje. Er zijn speciale voorzieningen getroffen voor mensen met een verminderde mobiliteit, zoals aangepaste kleedruimtes, strandopgang, douches en amfibische vaartuigen, en er zijn ook speciale voorzieningen voor mensen met een visuele handicap.
Sant Sebastià · La Barceloneta · Somorrostro · Nova Icària · Bogatell · Mar Bella · Nova Mar Bella · Llevant